# Ascona (Ticino)
Ascona is een gemeente in het Zwitserse kanton Ticino. De gemeente telt 5.423 inwoners.
De plaats is gelegen aan de noordelijke oever van het Lago Maggiore en behoort tot de meest toeristische plaatsen van Ticino. Ascona ligt in de delta van de rivier de Maggia, aan de voet van de Monte Verità (Berg van de waarheid). Op de top van deze berg staat een kuurhotel met een interessante kunstverzameling.
Ascona staat bekend om haar weelderige plantengroei. Zo zijn er in en rondom de plaats veel agaven, camelia's, mimosabomen, sinaasappelbomen en palmen te vinden. Dicht bij de plaats ligt in het meer de eilandengroep Isole di Brissago. Ascona heeft een klein strand, het Lido di Ascona.
Jaarlijks wordt in juni/juli het muziekfestival New Orleans Jazz Festival Ascona georganiseerd.

## Bezienswaardigheden
- De kerk SS Pietro e Paolo is een zuilenbasiliek uit de 16e eeuw. Haar klokkentoren is een symbool van de stad.
- Museo Castello San Materno heeft een collectie kunst uit de 19e eeuw en de 20e eeuw tot 1914.
- Museo Communale d'Arte Moderna

## Overleden
- Marianne von Werefkin (1860-1938) Russisch expressionistische schilder
- Charlotte Bara (1901-1986), Belgische danseres
- Brigitte Helm (1906-1996), Duitse actrice
- Ruth Maria Kubitschek (1931-2024), Duits-Zwitsers actrice

## Afbeeldingen

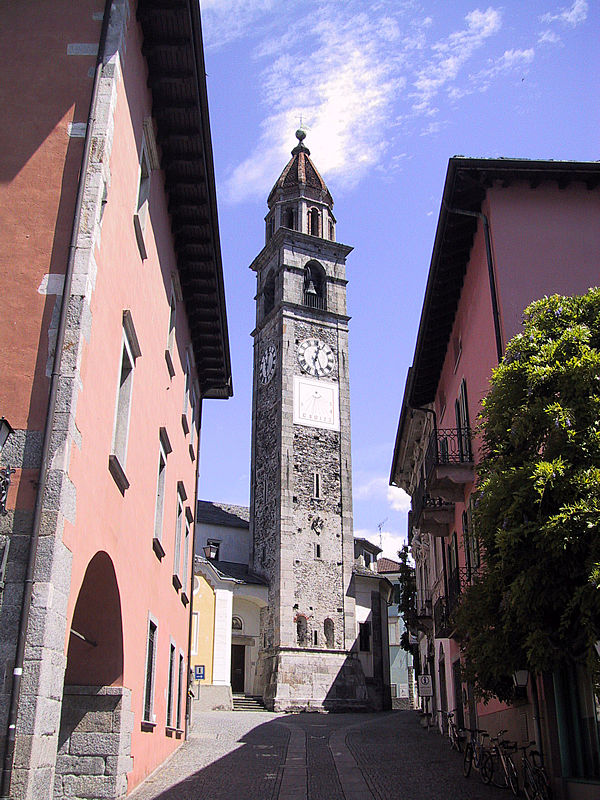
Kerk SS Pietro e Paolo

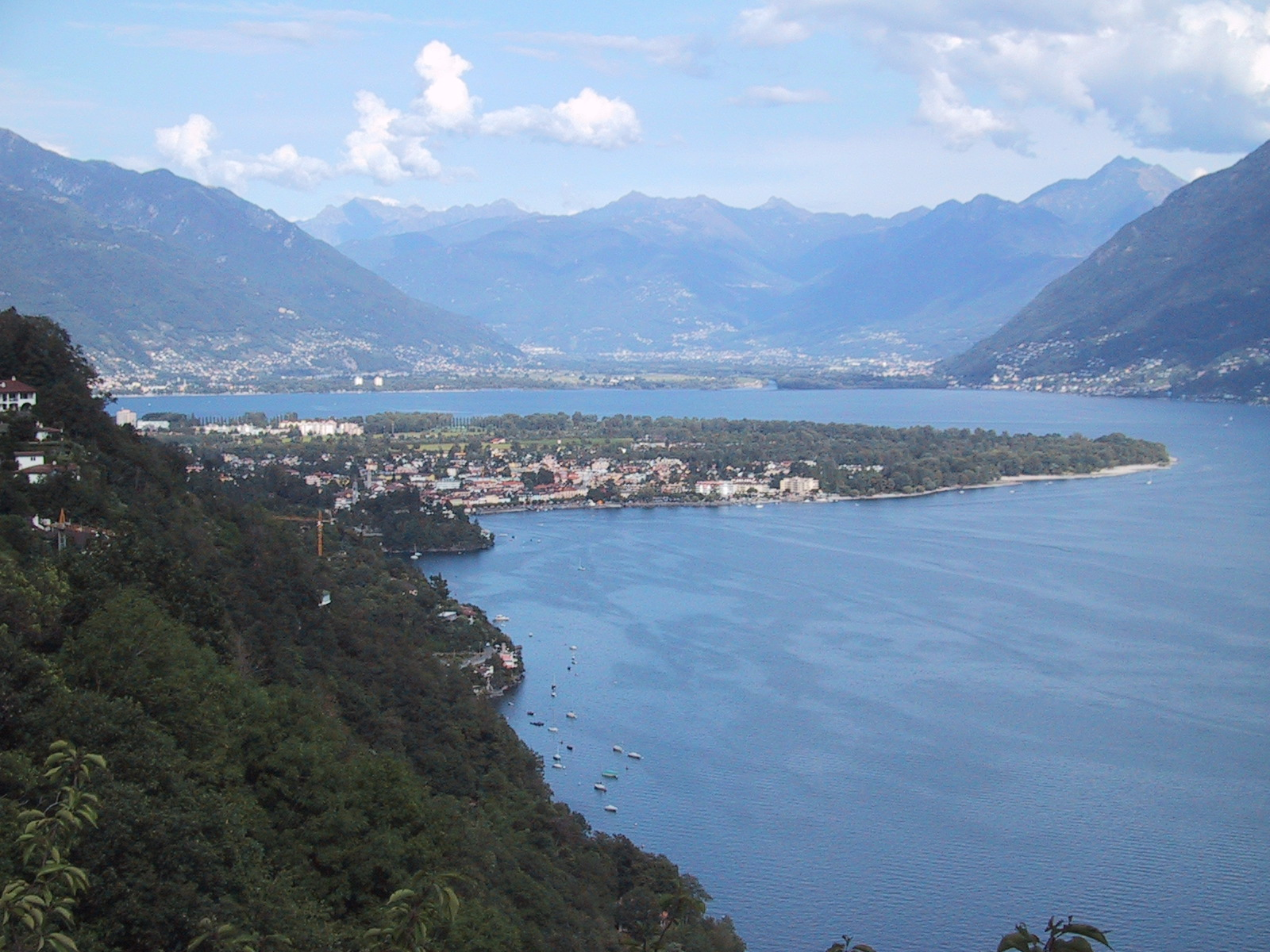
Ascona en de delta